# Broby kommun, Danmark
Broby kommun var en tidigare kommun i Fyns amt i Danmark. Kommunen hade drygt 6 000 invånare (2004) och en yta på 99,94 km². Nørre Broby var centralort. Området ingår från och med 2007 i Fåborg-Midtfyns kommun i Region Syddanmark.

## Borgmästare
- Harald Nielsen, 1 april 1970–1972[1]
- Jørgen Marthedal, 1972–31 mars 1978[1]
- Knud E. Priisholm, 1 april 1978–31 december 1981[1]
- Mogens Kierketerp Møller, 1 januari 1982–31 december 1989[1]
- Jens Otto Schepelern, 1 januari 1990–31 december 1993[1]
- Erling Bonnesen, 1 januari 1994–31 december 2006[1]

Denna lista hämtas från Wikidata. Informationen kan ändras där.